# Apocaulus colmanti
Apocaulus colmanti är en skalbaggsart som först beskrevs av Auguste Lameere 1912.  Apocaulus colmanti ingår i släktet Apocaulus och familjen långhorningar. Inga underarter finns listade i Catalogue of Life.